# Fotbal za mřížemi
Fotbal za mřížemi (v originále Mean Machine) je britská sportovní komedie z roku 2001, kterou natočil režisér Barry Skolnick s bývalým fotbalistou Vinniem Jonesem v hlavní roli. Film je adaptací amerického filmu Nejtěžší yard (v originále The Longest Yard) z roku 1974 a místo amerického fotbalu se v něm hraje kopaná.

## Děj
Danny "Mean Machine" Meehan, bývalý kapitán anglické fotbalové reprezentace, dostane doživotní zákaz kvůli zmanipulovanému zápasu proti Německu. V současnosti, po divoké alkoholové jízdě a napadení policistů, je odsouzen ke třem letům vězení v Longmarsh. Hned po příjezdu čelí násilí ze strany dozorců a později mu je nabídnuto, aby trénoval jejich fotbalový tým. Meehan odmítne a raději začne formovat tým složený z vězňů.
Zpočátku naráží na odpor spoluvězňů kvůli své pošramocené pověsti. Postupně si však získává respekt, zejména po incidentu, kdy zasáhne proti rasistickému dozorci a ochrání spoluvězně. Postupně sestaví tým včetně nebezpečného vězně přezdívaného Mnich. Správce věznice se mezitím zadluží u nelegálního bookmakera Barryho a vsází na výhru svého týmu, tedy dozorců.
Když je Meehan křivě obviněn z udání a čelí útoku, odmítne o tom mluvit, čímž si definitivně získá respekt ostatních a také Sykese, vlivného vězně. Sykes mu nabídne usmíření, pokud zápas proti dozorcům vyhrají. Dozorce Ratchett mezitím přesvědčí psychopata Nitroa, aby zabil Meehana výměnou za přeložení. Nitro ukryje bombu do jeho skříňky, ale místo Meehana zabije jeho přítele Doca. Nitro je následně poslán do psychiatrického zařízení.
Krátce nato začíná zápas mezi vězni a dozorci. V poločase vězni vedou, ale správce se pokusí Meehana vydírat – buď zápas prohraje, nebo půjde sedět na 20 let za údajnou účast na vraždě Doca. Meehan zpočátku podléhá tlaku a hraje špatně, ale nakonec změní názor, vrátí se na hřiště a nahrávkou umožní vítězný gól.
Po zápase kapitán strážců odmítne spolupracovat na pomstě, zatímco auto správce vybuchne jako varování od Sykese a Barryho. Meehan a Massive s vítězoslavným klidem odcházejí z hřiště.

## Obsazení
- Vinnie Jones jako Danny Meehan
- David Kelly jako Doc
- Jason Statham jako Mnich / Monk
- Jamie Sives jako Chiv
- Danny Dyer jako Billy
- Stephen Martin Walters jako Nitro
- Rocky Marshall jako Cigs
- Adam Fogerty jako Mouse
- David Hemmings jako Governor / guvernér (správce věznice)
- Ralph Brown jako Burton
- Vas Blackwood jako Massive
- Robbie Gee jako Trojan
- Geoff Bell jako Ratchett
- John Forgeham jako Sykes
- Sally Phillips jako Tracey
- Andrew Grainger jako Kat
- Jason Flemyng jako Bob Likely
- Martin Wimbush jako Z
- David Reid jako barman
- David Cropman jako druhý barman
- Omid Djalili jako Raj
- J. K. J. Connolly jako Barry The Bookie / sázkař
- Jake Abraham jako Bob Carter

Ve filmu se objevili herci, kteří dříve hráli profesionálně fotbal, včetně tří hráčů, kteří byli v různých obdobích své kariéry spoluhráči hlavní hvězdy filmu Vinnieho Jonese. Charlie Hartfield (ve filmu tým vězňů) hrál s Jonesem za Sheffield United, zatímco Paul Fishenden a Brian Gayle (ve filmu tým dozorců) hráli s Jonesem za Wimbledon. Nevin Saroya (tým vězňů) byl kdysi hráčem mládežnického týmu Brentfordu a Perry Digweed (tým dozorců), hrál jako brankář především za Brighton & Hove Albion, ačkoli ve filmu je obráncem. Ryan Giggs, tehdy hrající za Manchester United a fotbalovou reprezentaci Walesu, se krátce objeví (v minutě 77:00) jako dozorce.